# المؤتمر الدولي الثاني لتعليم الصم

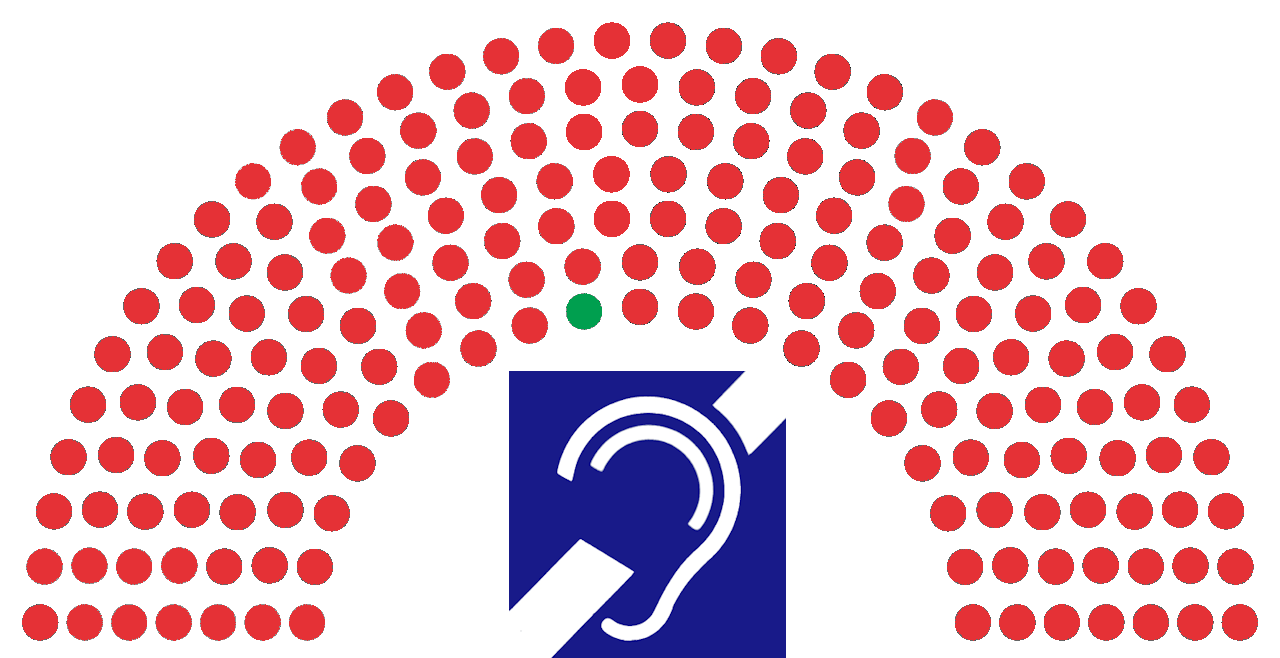

لقد كان المؤتمر الدولي الثاني لتعليم الصم (على الرغم من الاسم) المؤتمر الدولي الأول لمعلمي الصم الذي عُقد في ميلان، إيطاليا في عام 1880. وقد أُطلق عليه اسم «مؤتمر ميلان». وبعد المناقشات التي استمرت من 6 إلى 11 سبتمبر 1880، أعلن المؤتمر أن التعليم الشفوي تفوق على التعليم اليدوي ومرر قرارًا بمنع استخدام لغة الإشارة في المدارس. بعد تمرير القرار في عام 1880, تحولت المدارس في البلدان الأوروبية والولايات المتحدة إلى استخدام علاج أمراض التخاطب بدون لغة الإشارة كطريقة لتعليم الصم.

## خلفية تاريخية
قام كل من ألكسندر جراهام بل وإدوارد مينر غالوديت، وكلاهما من الشخصيات الأمريكية البارزة في تعليم الصم، بمناقشة فعالية التعليم الشفوي وحده مقابل التعليم الذي تحققه لغة الإشارة كوسيلة للتواصل البصري، وقد وصلت هذه المناقشة ذروتها في مؤتمر ميلان عام 1880 الذي مرر ثمانية قرارات تتعلق بتعليم الصم.
وقد كان المؤتمر الدولي الثاني لتعليم الصم (الذي يُعد في الحقيقة، بالرغم من اسمه، المؤتمر الأول) عبارة عن اجتماع دولي لمعلمي الصم من سبعة بلدان على الأقل. حيث حضره خمسة وفود من أمريكا وبلغ إجمالي الحضور 164 موفدًا تقريبًا. تم تخطيط وتنظيم المؤتمر بواسطة لجنة أنشأتها جمعية بيرير، وهي مجموعة مناهضة للغة الإشارة. وقد كان أكثر من نصف الأشخاص المدعوين من اختصاصيي التفاهم بالفم المعروفين؛ من ثم، فقد كان المؤتمر انحيازيًا وقد كانت نتائج معظم القرارات، إن لم يكن جميعها، التي تم التصويت عليها من قبل الوفود في صالح الطريقة الشفوية. تمت صياغة العديد من القرارات بطريقة تدعم الطريقة الشفوية، مثل "إعطاء الأفضلية التي لا جدال فيها للتخاطب باستخدام الإشارات في إعادة الصم والبكم إلى المجتمع، ومنحهم المزيد من المعرفة باللغة/إعلان / وجوب تفضيل الطريقة الشفوية في تعليم وتوجيه الصم والبكم عن لغة الإشارة.
تم تنظيم مؤتمر ميلان من قبل جمعية بيرير، وهي منظمة شكلتها أسرة جاكوب رودريغيز بيريرا من فرنسا، كما تم تمويله عن طريق العديد من شركات السكك الحديدية والمصارف التي يمتلكونها (ومنها بنك سوسيتيه جنرال للائتمان). كانت جمعية بيرير مساندًا قويًا للتفاهم بالفم. فقد قامت بتنظيم مؤتمر ميلان بهدف منع لغة الإشارة. وحصلت على هذه النتيجة عن طريق اختيار المدعوين بعناية، ودعوة الوفود لمشاهدة نجاح اختاصيي التفاهم بالفم في المدارس المحلية، وعن طريق تشجيع ردود الفعل السلبية تجاه من يساندون لغة الإشارة ومدح من يساندون التفاهم بالفم.

## الوفود
شهد مؤتمر ميلان حضور 164 موفدًا من بلدان مختلفة. ومن بين الوفود البالغ عددها 164 وفدًا، كان هناك واحد فقط أصم وهو جايمس دينيسون. وقد ترأس المؤتمر آبي جوليو تارا.
| الجنسية  | عدد الموفدين |
| -------- | ------------ |
| إيطاليا  | 87           |
| فرنسا    | 53           |
| بريطانيا | 8            |
| أمريكا   | 5            |
| السويد   | 3            |
| بلجيكا   | 1            |
| ألمانيا  | 1            |

أما جنسية بقية الموفدين فغير معروفة. تمثل الحضور الأمريكي في خمسة موفدين هم جايمس دينيسون وإدوارد مينر غالوديت وريفريند توماس غالوديت وإسحاق لويس بيت وتشارلز أيه ستودارد.

## المؤتمر
عُقد المؤتمر في المعهد التقني الملكي بسانتا مارثا، ميلان. وقد عُقد في الفترة من 6 سبتمبر إلى 11 سبتمبر 1880. وكان الهدف منه هو منع لغة الإشارة من تعليم الصم. وأثناء انعقاد المؤتمر، كان هناك 12 متحدثًا قدموا آراءهم عن موضوعات ذات صلة بتعليم الصم. وقد أعطى تسعة من المتحدثين الإثني عشر رأي اختصاصي التفاهم بالفم في حين ساند الثلاثة الآخرون (الأخوة غالوديت وريتشارد إيليوت ومدرس من إنجلترا) استخدام لغة الإشارة.

## القرارات الثمانية
1. تم الاتفاق على أنه، نظرًا لأفضلية التعبير باستخدام الإشارات بشكل لا يقبل الجدل في إعادة الصم والبكم إلى المجتمع ومنحهم معرفة أشمل باللغة، فإن ذلك يؤكد على وجوب تفضيل الطريقة الشفوية على طريقة الإشارات في تعليم وتوجيه الصم والبكم.
تم تمريره بموافقة 160 ورفض 4
2. تم الاتفاق على أنه، نظرًا لمساوئ الاستخدام المستمر للتعبير والإشارات من حيث الإضرار بالتعبير وقراءة الشفاه ودقة الأفكار، فإن ذلك يؤكد وجوب تفضيل الطريقة الشفوية الخالصة.
تم تمريره بموافقة 150 ورفض 16
3. نظرًا لأن عددًا كبيرًا من الصم والبكم لا يحصلون على ميزة التعليم، وذلك نظرًا لعجز الأسر والمؤسسات، فإنه يُوصى باتخاذ الحكومة (الحكومات) الخطوات اللازمة حتى يمكن لجميع الصم والبكم الحصول على التعليم.
تم تمريره بالإجماع.
4. نظرًا لأن تعليم الصم المتكلمين بالطريقة الشفوية الخالصة يتطلب تمثيلها لأكبر قدر ممكن مما يسمعه ويتحدثه، فإن ذلك يؤكد
أ) أن أكثر الطرق الطبيعية والفعالة التي يمكن للأصم المتكلم من خلالها اكتساب المعرفة باللغة هي الطريقة «البديهية»؛ أي، الطريقة المكونة من التحديد، أولاً عن طريق التخاطب، ثم بكتابة الأشياء والحقائق التي تُوضع أمام أعين الطلاب.
ب) أنه في الفترة الأولى، أو الأمومية، يجب قيادة الصم والبكم نحو ملاحظة الأمثلة النحوية المكونة باستخدام الأمثلة والتدريبات العملية، ويجب مساعدتهم في المرحلة الثانية في استنتاج القواعد النحوية من هذه الأمثلة، المعبر عنها بمنتهى البساطة والوضوح.
ج) إمكانية وضع تلك الكتب، المكتوبة بكلمات وأشكال من اللغة يعرفها الطالب، بين يديه في أي وقت.
تم تنفيذ الاقتراح.
5. نظرًا للحاجة إلى كتب أولية بما فيه الكفاية للمساعدة في التطور التدريجي والتقدمي للغة، يُوصى بضرورة قيام معلمي النظام الشفوي أنفسهم بنشر أعمال خاصة تتعلق بهذا الموضوع.
تم تنفيذ الاقتراح.
6. نظرًا للنتائج التي تم الحصول عليها من العديد من الاستفسارات المتعلقة بالصم والبكم من جميع الأعمار والحالات بعد فترة طويلة من ترك المدرسة، والذين عند استجوابهم بخصوص العديد من الموضوعات أجابوا بطريقة صحيحة وتعبير واضح بدرجة كافية، وتمكنوا من قراءة شفاه المستجوبين بسهولة شديدة، فإن ذلك يؤكد:
أ) أن الصم والبكم الذين تلقوا تعليمهم عن طريق الطريق الشفوية الخالصة لا ينسون بعد تركهم للمدرسة المعرفة التي اكتسبوها، إلا أنه لا يزال هناك الكثير لتطويرها عن طريق المحادثة والقراءة، عند تيسير ذلك لهم.
ب) أنه في محادثتهم مع الأشخاص المتكلمين يستخدمون الخطاب فقط.
ج) أن الخطاب وقراءة الشفاه لم يُفقد حتى الآن، ويتطور بالممارسة.
تم تنفيذ الاقتراح.
7. نظرًا لأن تعليم الصم والبكم عن طريق الخطاب له متطلبات خاصة؛ ونظرًا أيضًا إلى الإجماع التقريبي على خبرة معلمي الصم والبكم، فإن ذلك يؤكد
أ) أن العمر الأنسب لتقديم الطفل الأصم إلى المدرسة هو من السنة الثامنة إلى العاشرة.
ب) أن فترة المدرسة يجب أن تكون سبع سنوات على الأقل؛ إلا أنه سيكون من الأفضل أن تكون ثماني سنوات.
ج) أنه يمكن للمعلم تعليم فصل يبلغ عدد طلابه أكثر من عشرة أطفال الطريقة الشفوية الخالصة بشكل فعال.
تم تنفيذ الاقتراح.
8. نظرًا لوجوب استخدام الطريقة الشفوية الخالصة في المؤسسات التي لم يتم تفعيل استخدامها فيها حتى ذلك الحين لتفادي التأكد من فشل أساليب الحذر والتدرج في التعليم، فإنه يُوصى بـ
أ) وجوب تشكيل الطلاب حديثي الالتحاق بالمدرسة لصف من أنفسهم، حيث يمكن إعطاء التعليمات عن طريق الكلام.
ب) وجوب فصل هؤلاء الطلاب تمامًا عن الطلاب الآخرين بشكل كبير لإعطاء التعليمات عن طريق الكلام، وعمن سيتم تعليمهم عن طريق الإشارات.
ج) إنشاء فصل متكلم جديد كل عام، إلى أن يكمل الطلاب القدامى، الذين يتعلمون عن طريق الإشارات، تعليمهم.
تم تنفيذ الاقتراح.

## المعارضة
تمثلت المعارضة فقط في موفدي الولايات المتحدة وبريطانيا الذين عارضوا استخدام التفاهم بالفم بصفته الطريقة الوحيدة للتعليم، إلا أن محاولاتهم في المؤتمر قد باءت بالفشل. وقد كان إدوارد مينر غالوديت وريفريند توماس غالوديت من بين المعارضين الذين قاتلوا ضد طريقة التفاهم بالفم. ومنذ الفشل في إسقاط قرارات ميلان، تكفل غالوديت بعدم تحول الولايات المتحدة التام إلى طريقة التفاهم بالفم فقط؛ الأمر الذي تضمن السماح للمدارس الثانوية في مؤسسات الصم باستخدام لغة الإشارة والحفاظ على كلية غالوديت (جامعة غالوديت في الوقت الحالي) بصفتها الجامعة التي تسمح بالاستخدام الكامل للغة الإشارة.
كما تشكلت جمعية الصم القومية في الولايات المتحدة ردًا على مؤتمر ميلان وكرست جهودها نحو حفظ لغة الإشارة الأمريكية.

## الرفض في عام 2010
في يوليو من العام 2010 بفانكوفر، كندا، رفض مجلس المؤتمر الدولي الحادي والعشرين لتعليم الصم (ICED) جميع قرارات مؤتمر ميلان عام 1880.

## كتابات أخرى
- A.A.P.T.S.D. The Association Review: 1906, Philadelphia, Penn.: American Association to Promote the Teaching of Speech to the Deaf. Retrieved from the أرشيف الإنترنت، June 7, 2012. Note: this annual review contains extensive material on deaf education worldwide. It has been inadvertently listed on the Internet Archive as The Association Review: 1899, although some metadata correctly identifies it as from the year 1906.

## وصلات خارجية
- Milan Conference in 1880